# Fleury-la-Forêt
Fleury-la-Forêt ist eine französische Gemeinde mit 289 Einwohnern (Stand: 1. Januar 2022) im Département Eure in der Region Normandie (vor 2016 Haute-Normandie). Sie gehört zum Arrondissement Les Andelys und zum Kanton Romilly-sur-Andelle. Die Einwohner werden Fleurysiens genannt.

## Geographie
Fleury-la-Forêt liegt etwa 50 Kilometer östlich von Rouen. Umgeben wird Fleury-la-Forêt von den Nachbargemeinden La Feuillie im Nordwesten und Norden, Bézancourt im Nordosten und Osten, Bosquentin im Osten und Südosten, Lilly im Süden, Beauficel-en-Lyons im Südwesten sowie Lorleau im Westen.

## Bevölkerungsentwicklung
| Jahr                       | 1962 | 1968 | 1975 | 1982 | 1990 | 1999 | 2006 | 2019 |
| Einwohner                  | 320  | 261  | 227  | 215  | 197  | 253  | 269  | 269  |
| Quellen: Cassini und INSEE |      |      |      |      |      |      |      |      |

## Sehenswürdigkeiten
- Kirche Saint-Denis-et-Saint-Brice aus dem 16. Jahrhundert, Umbauten aus dem 18. Jahrhundert
- Schloss aus dem 17. Jahrhundert, Monument historique seit 1993

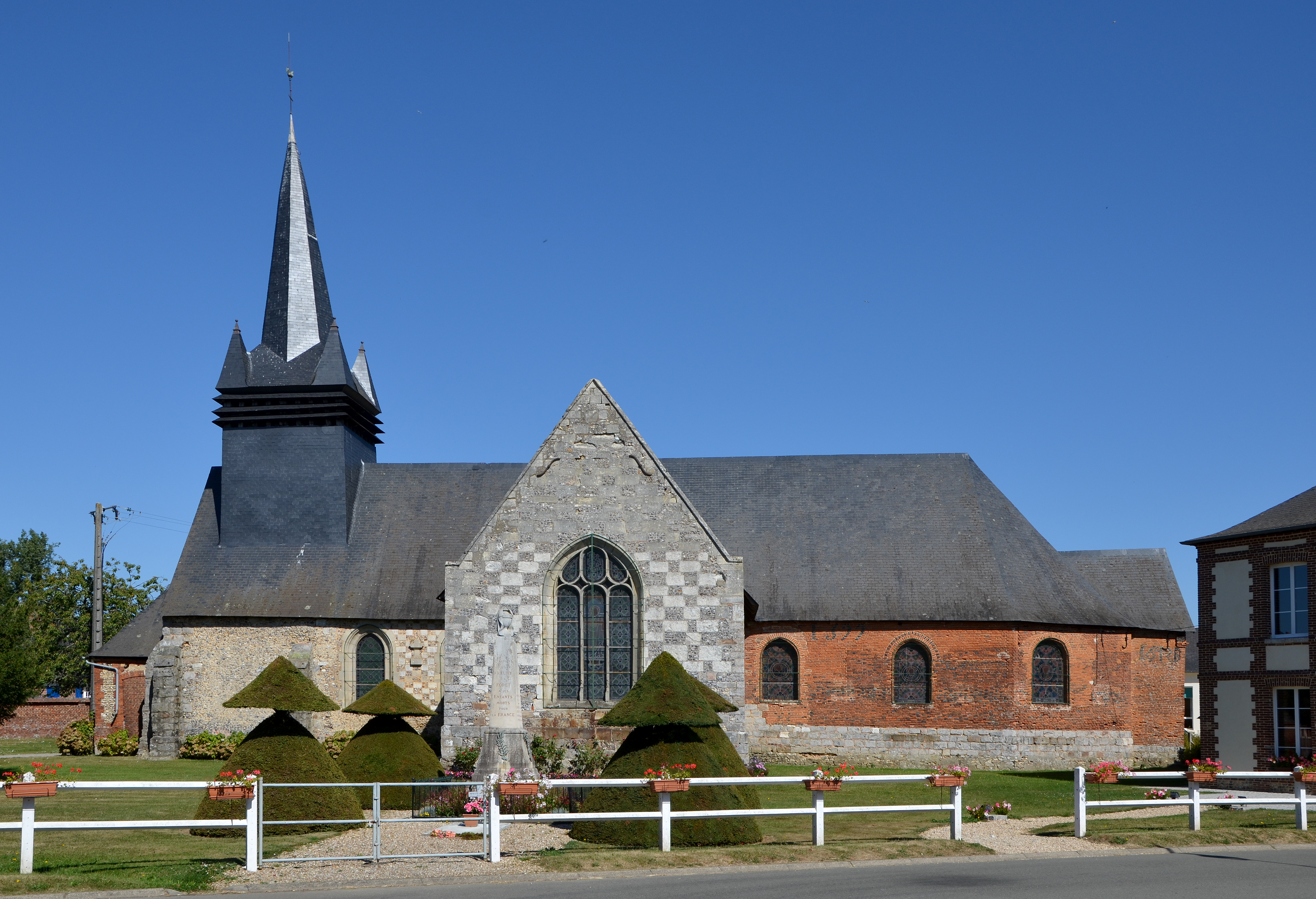
Kirche Saint-Denis-et-Saint-Brice
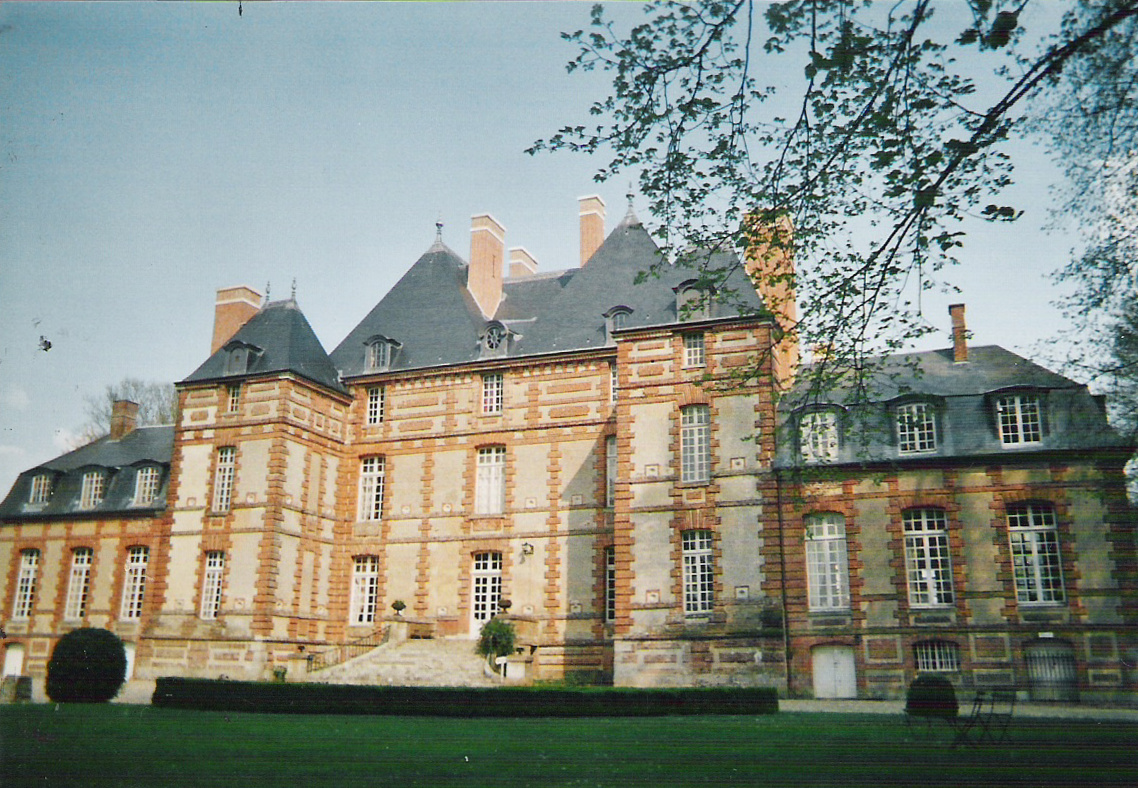
Schloss